# Initial D
Initial D este o bandă desenată "manga", creată de Shuichi Shigeno care este publicată încă din 1995. A fost adaptată într-un serial TV  "anime" de către Avex și într-un film pentru marele ecran de către Avex și Media Asia.
Atât anime-ul cât și manga-ul se axează pe lumea curselor ilegale din Japonia, acțiunea este plasată în trecători din munți (numite Tōge) și niciodată în orașe sau zone aglomerate, tehnica folosită de cele mai multe ori fiind drift-ul. Povestea se desfășoară în jurul zonei din Japonia numită Gunma, mai exact pe drumurile din munții apropiați. Deși numele unor zone sunt fictive, ele sunt inspirate din zone reale.

## Banda Desenată
1. Initial D Manga Japanese Release - 33 Volume (din 1995 - un nou volum la 5 luni)
2. Initial D Manga Tokyopop Release - 24 Volume (din 2002 - un nou volum la 3 luni)

## Serialul
1. Initial D First Stage - 26 episoade (1998)
2. Initial D Second Stage - 13 episoade (1999)
3. Initial D Extra Stage OVA - 2 episoade axate pe echipa "Impact Blue" (2000)
4. Initial D Third Stage - film de 2 ore (2001)
5. Initial D Battle Stage - film de 50 de minute (2002)
6. Initial D Fourth Stage - 24 episoade (2004—2006)
7. Initial D Battle Stage 2
8. Initial D Extra Stage 2 (2009)
9. Initial D Fifth Stage - 14 episoade (2012-2013)
10. Initial D Final Stage - 4 episoade (2014)
11. Initial D Legend 1 - Awakening (2014)
12. Initial D Legend 2 - Racer (2015)
13. Initial D Legend 3 - Dream (2016)

## Jocuri
1. Initial D Arcade Stage Version 1 (Arcade)
2. Initial D Arcade Stage Version 2 (Arcade)
3. Initial D Arcade Stage Version 3 (Arcade)
4. Initial D Arcade Stage Version 4 (Arcade)
5. Intial D Arcade Stage Version Zero (Arcade)
6. Initial D Arcade Stage Version 8 (Arcade)
7. Initial D Arcade Stage Version 7 (Arcade)
8. Intial D Arcade Stage Version 6 (Arcade)
9. Initial D Arcade Stage Version 5 (Arcade)
10. Initial D Extreme Stage (PS3)
11. Initial D (Saturn)
12. Initial D (PlayStation)
13. Initial D Special Stage (PlayStation 2)
14. Initial D Mountain Vengeance (PC)
15. Initial D Street Stage (PlayStationPortable)
16. Initial D Gaiden (Game Boy)
17. Initial D Another Stage (GameBoyAdvance)